# Baba Is You
Baba Is You (en español: «Baba eres tú») es un videojuego de lógica creado por el desarrollador independiente finés Arvi Teikari. Salió a la venta el 13 de marzo de 2019 para PC y Nintendo Switch.
El juego se basa en la manipulación de la física y las reglas del juego mediante el desplazamiento de bloques que las representan. El objetivo final es que el personaje principal, «Baba», supere el nivel interactuando con estos bloques.

## Jugabilidad
Baba Is You es un videojuego de lógica en dos dimensiones por niveles. Cada nivel incluye una variedad de elementos y personajes, junto con palabras en casillas que describen las reglas del puzle. Para resolver el nivel, el jugador debe cambiar las reglas del escenario reordenándolas para crear unas nuevas que le permitan avanzar. Las casillas de reglas pueden ser movidas por el personaje que controla el jugador y la gran variedad permite que, en muchas ocasiones, exista más de una solución posible para cada nivel.
Existen tres tipos de casillas de reglas, las que describen un elemento, como «rock», «wall» o «Baba». (en español: «roca», «pared» y «Baba», respectivamente); las que describen un operador, como «is» y «and»; (en español, el verbo «es» y el conector «y», respectivamente) y las que describen una propiedad, como «push», «stop» u «open» (en español: «empujar», «parar» y «abrir», respectivamente). Las casillas dispuestas formando una frase darán lugar a una regla específica. Algunas de estas reglas vienen definidas al comienzo del nivel y otras podrán ser creadas o manipuladas por el jugador. Así, si juntamos casillas de forma que creamos la frase «wall is push», el personaje controlado por el jugador obtendrá la habilidad de empujar muros o paredes.  El objetivo final es que el elemento controlado por el jugador, el cual tiene la propiedad «you» (en español: «tu») alcance el elemento que tiene asociada la propiedad «win» (en español: «ganar»).

## Desarrollo

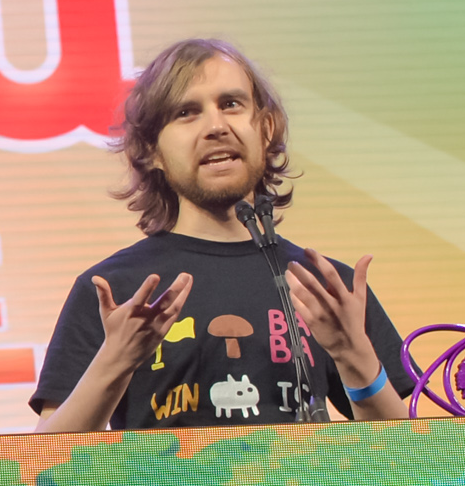
Arvi Teikari en el Independent Games Festival Awards de 2018

Tras asistir a un game jam en 2017, Teikari decidió desarrollar un videojuego cuyo concepto estaba basado en el de manipular operadores lógicos. Teikari explicó que los niveles se crearon a través del brainstorming  de ideas con soluciones divertidas u originales, y a partir de ellas desarrollaron el resto del nivel. Al igual que en sus proyectos anteriores, el juego fue desarrollado usado el software Multimedia Fusion 2 y un plugin de scripting Lua.
Teikari afirmó en 2017 que tenía planeado sacar a la venta el juego completo en 2018, y publicó una versión de desarrollo del juego descargable en itch.io. Después de que Baba is You ganara en el Independent Games Festival en marzo de 2018, un clon del juego fue publicado por una distribuidora francesa en la App Store, usando casi los mismos gráficos y utilizando el mimo nombre. Teikari trabajó en colaboración con la división francesa de Apple para eliminar la aplicación fraudulenta. Teikari explicó en Reddit que se había inspirado en el efecto bouba/kiki para elegir el nombre de Baba.
El juego, y una versión para Nintendo Switch, fueron el foco de una presentación de videojuegos indie de Nintendo el 31 de agosto de 2018. Baba is You fue publicado el 13 de marzo de 2019 en Steam para Windows, Linux y macOS, y en Nintendo Switch. Las versiones para iOS y Android fueron lanzadas el 22 de junio de 2021.

## Recepción
Baba Is You ganó el premio al mejor juego del Nordic Game Jam de 2017. Además, ganó dos premios en el certamen 2018 de los IGF Awards: uno por Best Student Game (en español: mejor juego de estudiantes) y otro por Excellence in Design (en español: excelencia en el diseño).
En su valoración, Metacritic otorgó 84 puntos a su versión de Nintendo Switch y 87 a su versión de Steam. Polygon lo calificó como "uno de los mejores juegos de lógica desde hace años". Sus críticas en Steam le han otorgado un 98% de votos positivos con más de 1000 valoraciones un mes después de su salida a la venta. El análisis de la revista Zonared le otorgó una puntuación de 9/10, destacando el «concepto original», la «buena introducción a sus mecánicas», la capacidad de sorprender de sus niveles y la «poderosa lección sobre la importancia del lenguaje» del juego.